# Iowa Interstate Railroad
L'Iowa Interstate Railroad (sigle AAR IAIS) est une compagnie ferroviaire de Classe II opérant dans le centre des États-unis. Elle est détenue par la Railroad Development Corporation de Pittsburgh, Pennsylvanie.

## Histoire

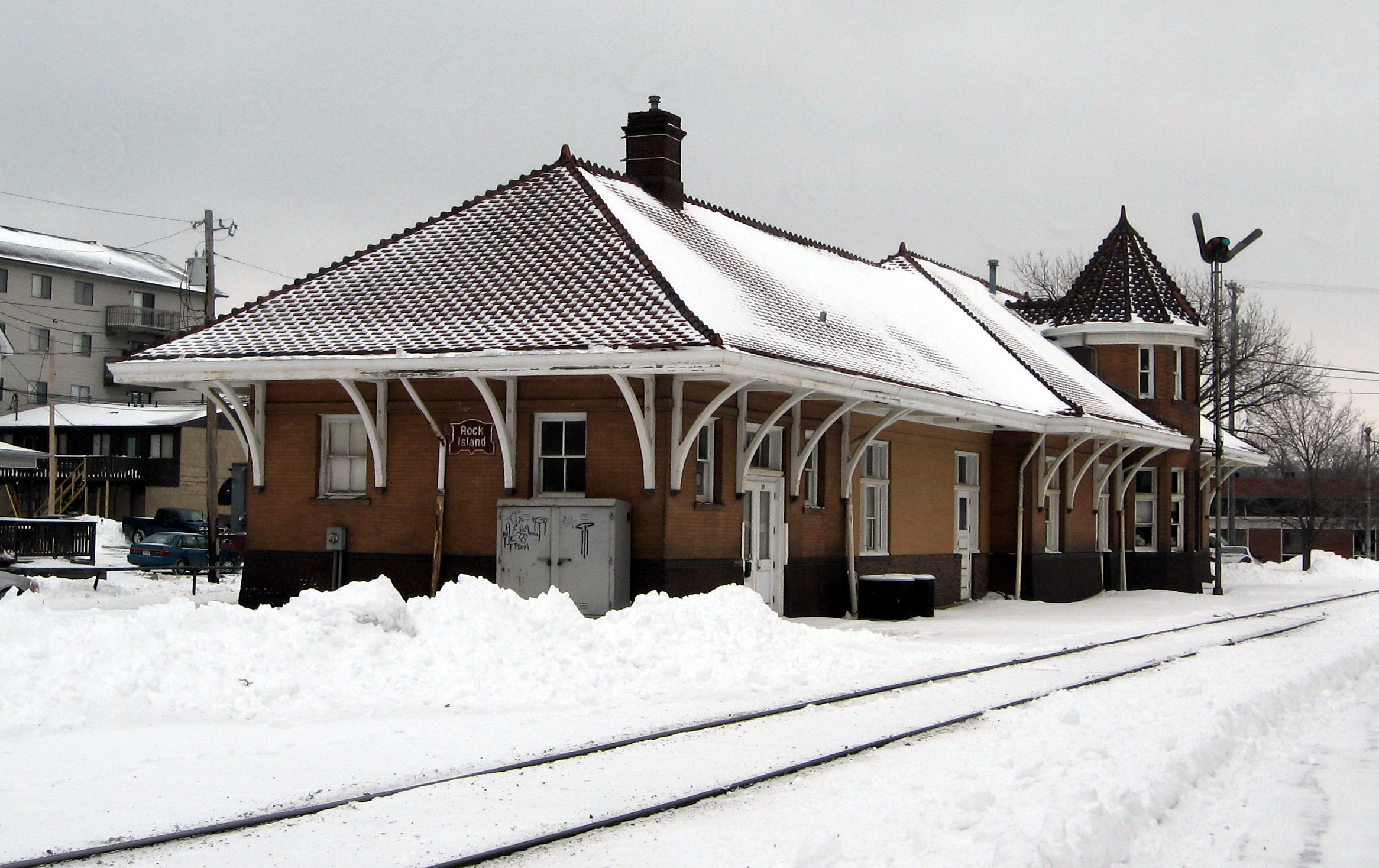
Gare de Iowa City, appartenant auparavant à la Chicago, Rock Island & Pacific Railroad, désormais sur une ligne IAIS.

La compagnie a été créée en utilisant les anciennes voies de la Chicago, Rock Island & Pacific Railroad tracks entre Chicago, Illinois, et Omaha, Nebraska, 4 ans après la fermeture de la compagnie Rock Island. C'est un partenariat avec la société immobilière Heartland Rail Corporation que l'IAIS a pu fonctionner. Heartland a acheté le droit de passage et l'infrastructure pour 31 millions de dollars (dont 15 millions de dollars sous forme de prêt de l'Iowa Railway Finance Authority), puis l'a loué à l'IAIS pour ses activités.
L'IAIS et l'infrastructure ferroviaire ont été achetés à Heartland par Railroad Development Company de Pittsburgh, en Pennsylvanie, en 2003.
En hommage à l'héritage de la compagnie Rock Island Railroad, le logo utilise une forme similaire au logo originel de la compagnie et elle a aussi peint ses deux locomotives General Electric ES44AC (513 et 516) avec une peinture reprenant le thème de la Rock Island.

## Exploitation

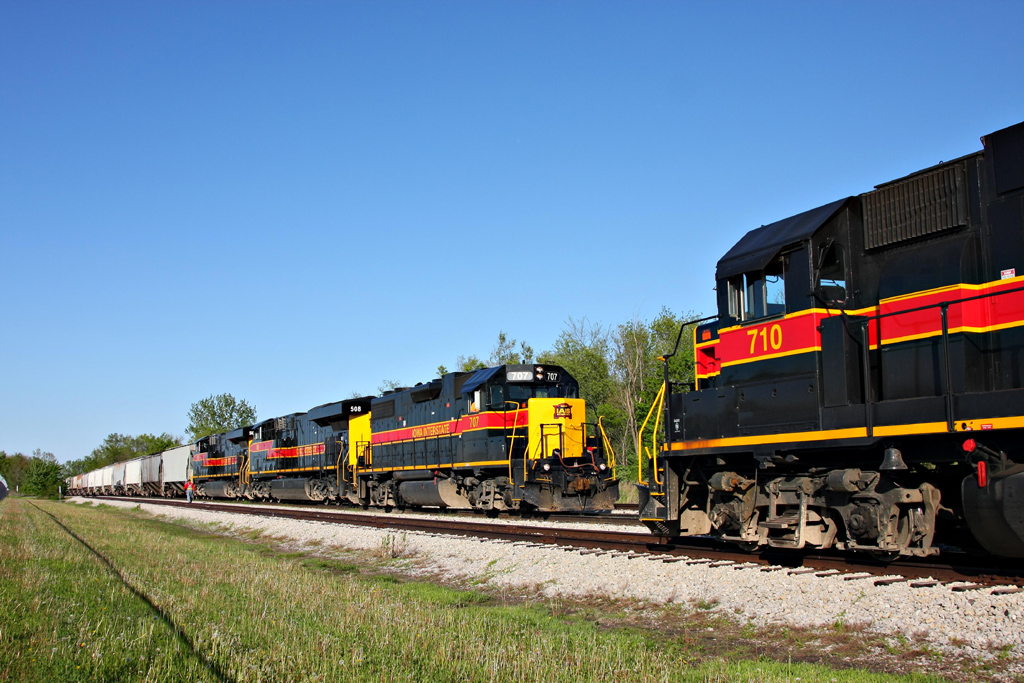
Deux trains se croisent à Altoona, Iowa. À gauche, un train 707 est tracté par un EMD GP38-2. À, le train 710 est aussi tiré par un GP 38-2.

La compagnie exploite plus de 930 km de voies. La ligne principale de la compagnie est plus ou moins une ligne droite reliant Council Bluffs, Iowa, et Chicago, Illinois, avec un embranchement desservant Bureau, Illinois à Peoria, Illinois. La voie principale est divisée en 4 sous-divisions :
- La sous-division de Council Bluffs (Council Bluffs à Des Moines, Iowa)
- La sous-division de Newton (Des Moines à South Amana, Iowa)
- La sous division de Iowa City (South Amana à Silvis, Illinois)
- La sous-division de Blue Island (Silvis à Bureau Junction, Illinois)

La compagnie inclut aussi :
- La sous-division de Peoria (Bureau Junction to Peoria, Illinois)
- La sous-division de Cedar Rapids (South Amana to Cedar Rapids, Iowa). Cette ligne est possédée par Cedar Rapids and Iowa City Railroad, mais exploitée par la Iowa Interstate.

L'IAIS opère depuis Bureau, Illinois, sur des anciennes lignes Rock Island contrôlées par CSX et Metra. À Chicago, l'Iowa Interstate possède 2 parcs industriels, Burr Oak Yard and Evans Yard (site de l'ancien constructeur de wagon Evans), toutes deux situées à Blue Island, Illinois.
Les trains sont aiguillés depuis le siège social de la compagnie à Cedar Rapids, Iowa, où un nouveau bureau d'aiguillage fût construit en 2016. L'IAIS utilise le Wabtec Train Management and Dispatching System (TMDS), le même système d'aiguillage utilisé par de nombreuses compagnies de Classe I, dont BNSF. Quand l'IAIS a récupéré les lignes, l'ancien système de signalisation de Rock Island était déjà endommagé au-delà du réparable car laissé à l'abandon plusieurs années.
L'Iowa Interstate est unique en cela qu'elle est la seule compagnie de Classe II à avoir des connexions avec toutes les compagnie de Classe I, offrant une portée nettement supérieure aux autres compagnies régionales.
La compagnie maintient aussi deux exploitations intermodales à chaque extrémité de la ligne, à Chicago et à Council Bluffs. Les exploitations à Council Bluffs sont aussi utilisées par l'Union Pacific, avec des équipes IAIS et UP se relayant plusieurs fois par jour.
La filiale Rail Traffic Control de l'IAIS fournissait auparavant des services de conseil pour la répartition et l'exploitation des chemins de fer de petite et moyenne taille dans le monde entier.
En 2004, la compagnie fut récompensée par un E. H. Harriman Award pour sa sécurité et son bon fonctionnement.

## Amtrak
Au début des années 1990, la ligne principale de l'IAIS fût identifiée comme route pour une ligne à grande vitesse entre Wyanet, Illinois (où l'IAIS pouvait être connectée au réseau BNSF Railway),Quad Cities et Iowa City, en intégrant la Midwest Regional Rail Initiative (MRRI). Le but ultime de la MRII était d'établir des lignes de trains de passagers dans un réseau en étoile autour de Chicago, permettant des vitesses égales ou supérieures à 177 km/h (100 miles).
En juillet 2019, une nouvelle loi sur le transport, portée par le Gouverneur J.B. Pritzker, fût votée par l'assemblée de l'Illinois, 225 millions de dollars ont été alloués pour débuter le service Amtrak depuis Chicago vers Moline. Un aiguillage est construit entre la BNSF et l'IAIS pour permettre au service de Quad Cities d'accéder à la ligne principale de la BNSF entre Wyanet et la gare Union Station de Chicago. Cette route Amtrak utilise la ligne principale de l'IAIS entre Wyanet et Moline. Des modifications aux passages à niveaux, aux voies et à la signalisation de l'IAIS seront effectuées pour que l'Amtrak puisse rouler à 127 km/h (79 miles).

## Locomotrices

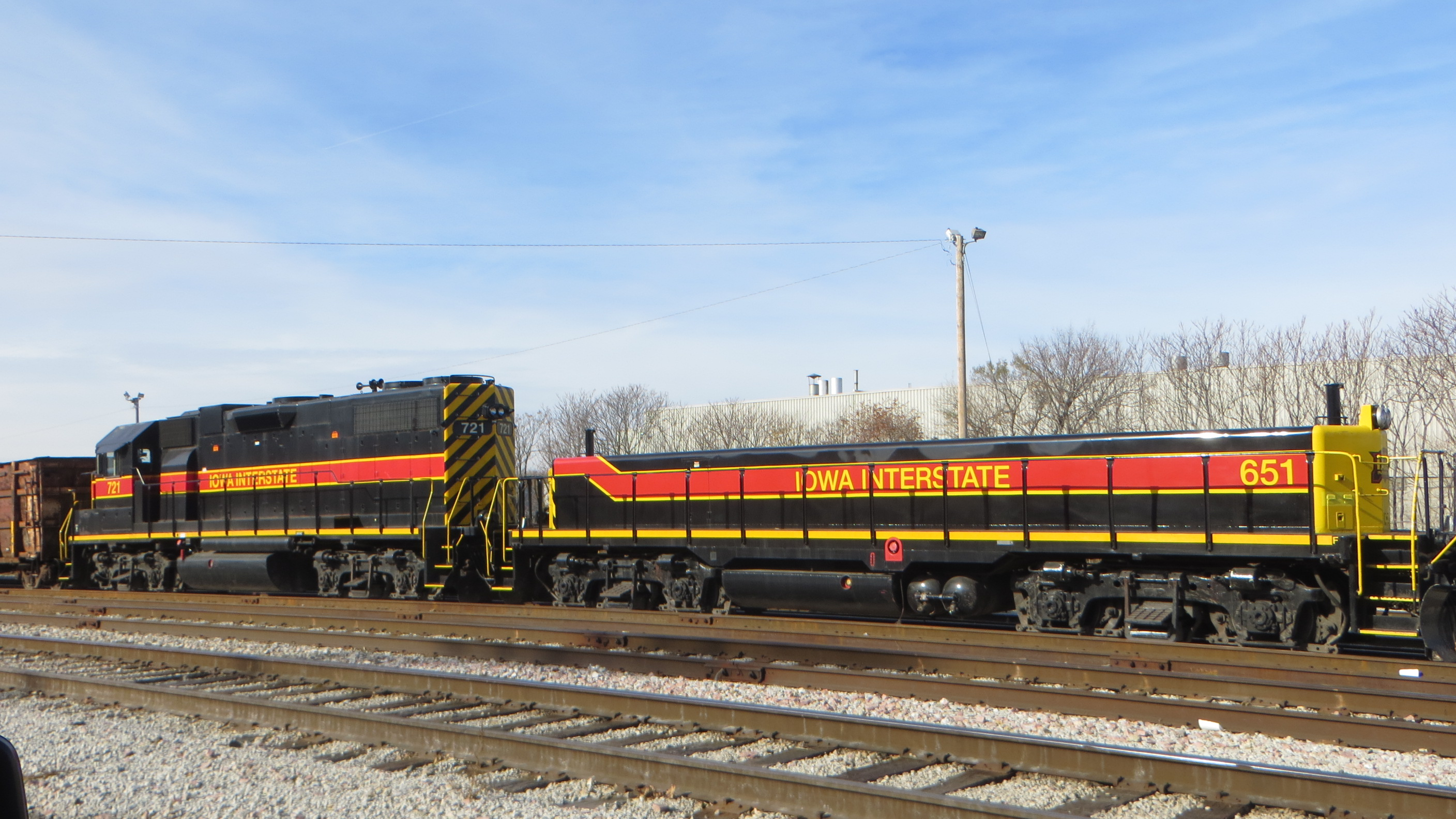
Slug #651 couplée à un GP38-2 #721

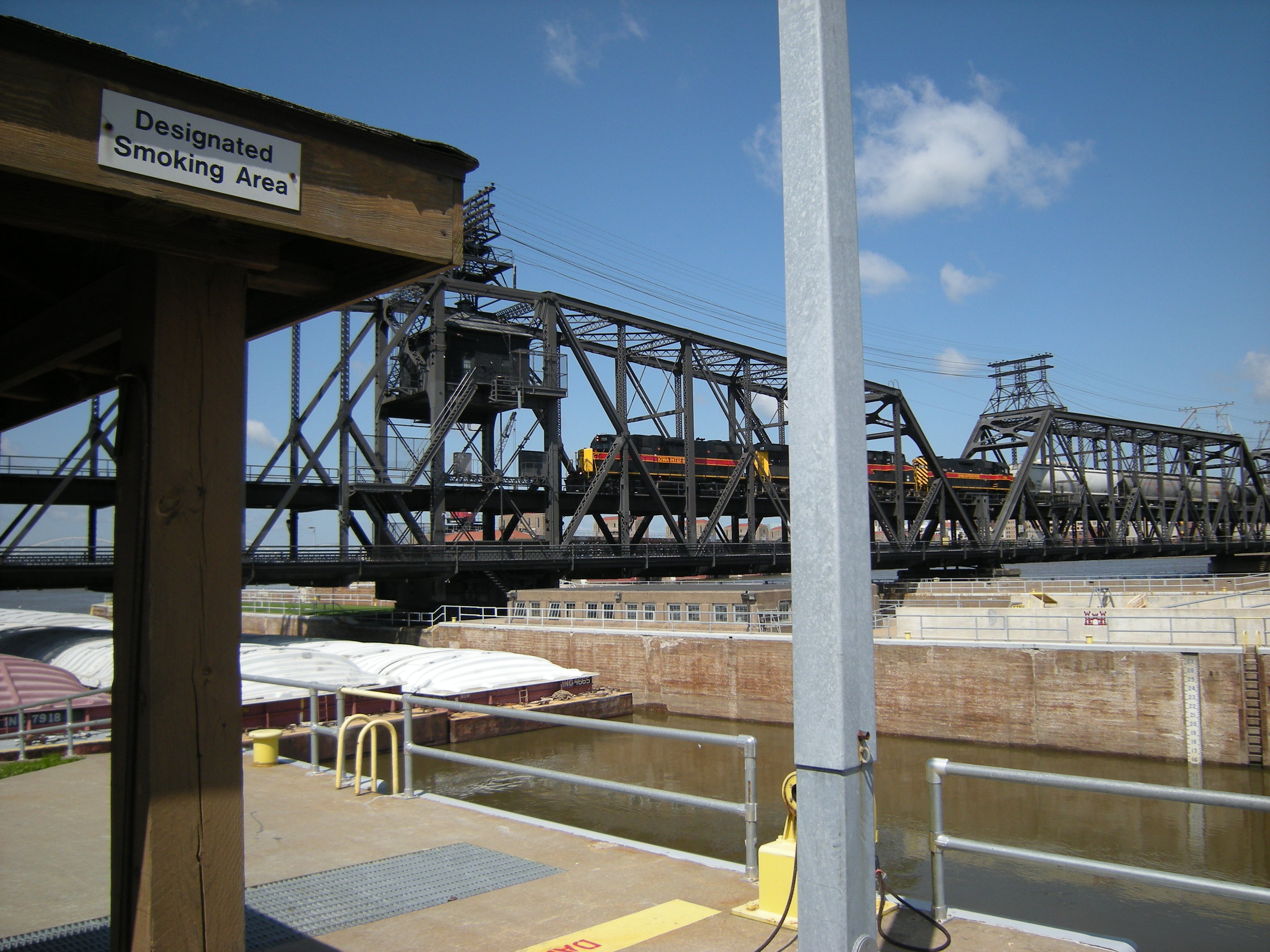
IAIS #708 traverssant le Government Bridge sur le Mississippi, vers le Sud de Davenport, Iowa à Rock Island, Illinois

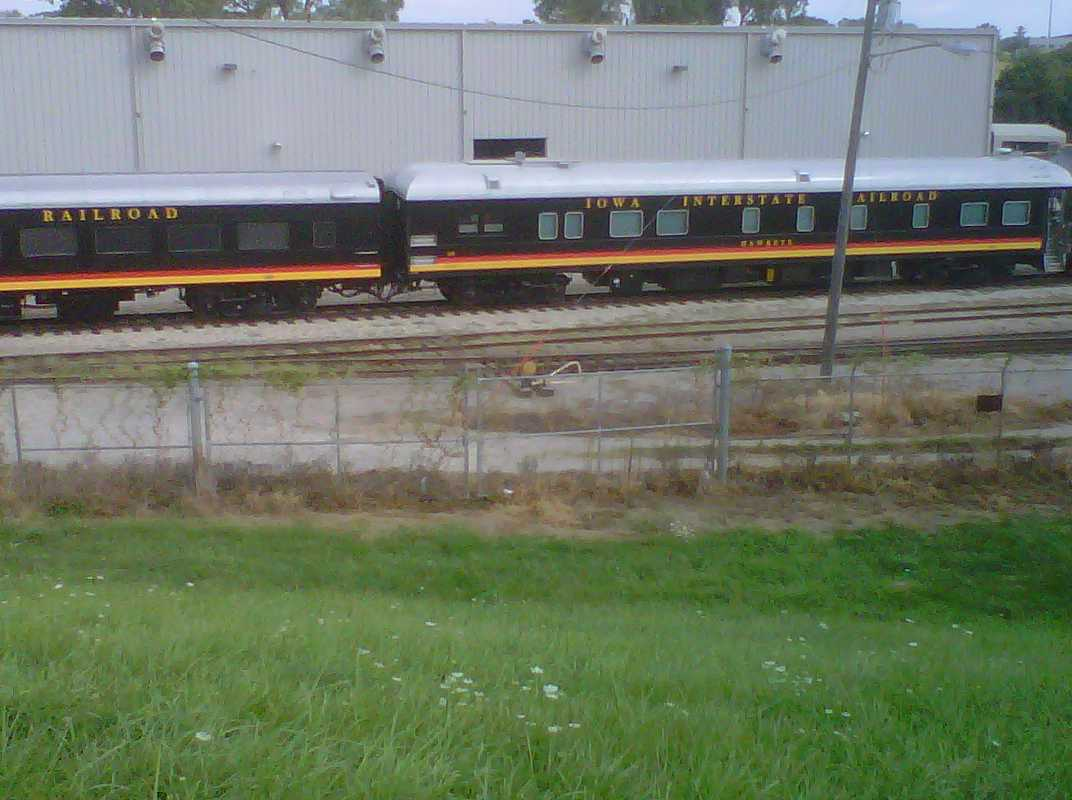
Un wagon de passager de l'IAIS près d'un magasin CRANDIC à Cedar Rapids, Iowa.

L'IAIS utilise 42 locomotives et 2 auxiliaires de traction pour motoriser ses trains.
- 4 EMD SD38-2 (numérotée de 150-153)
- 20 GE ES44AC (numérotée de 500-519); l'unité 513 est peinte avec un thème commémoratif de la Rock Island; l'unité 516 s'inspire des livrées du 30e anniversaire de la Rock Island.
- 1 EMD GP38 (numérotée 601)
- 17 EMD GP38-2 (numérotée de 700-703; 705; 707-708; 710-716; 718-719; 721) 720 est vendue à ADM à Des Moines, Iowa en 2017.
- 2 auxiliaires de traction (numéroté 650 et 651) la 650 est quasiment toujours couplée à la 601, et la 651 à la 721.

En 2006, l'IAIS a aussi acheté deux ex-China Railways QJ 2-10-2 locomotives à vapeur, numérotées 6988 et 7081 comme trains spéciaux pour des excursions ou des évènements caritatifs. La 6988 a été "Américanisée", avec une livrée rappelant les locomotives ES44AC de l'Iowa Interstate's. 7081 garda sa livrée originale de la China Railways avec des logos Iowa Interstate badges. Les deux furent plus tard offertes à l'association des états centraux pour la préservation des machines à vapeur.
Depuis 2018, la 6988 a fait plusieurs excursions pour lever des fonds pour les pompiers volontaires locaux et pour promouvoir l'opération Lifesaver. En 2022, la 6988 et la 7081 sont toutes deux hors service dans l'attente d'une révision. La première se trouve actuellement au Railroading Heritage of Midwest America à Silvis, dans l'Illinois.

## Direction
Direction en 2019:
- Joe Parsons, Président et PDG
- Carrie Evans, Vice Président ventes et communication
- Allen Polfer, directeur financier

- Al Satunas, Directeur de l'exploitation
- Greg Wilson, directeur des systèmes d'exploitation
- Bryan Pierce, directeur des technologies de l'information
- Tom Meierhoff, directeur de la conformité et de la répartition
- Adam Sutherland, directeur de la sûreté et de la sécurité
- Mike Stuver, directeur des transports
- Chad Lambi, ingénieur en chef
- Andrew Reid, directeur de la mécanique

- Bobbi Allen, directeur des ressources humaines

Anciens présidents de l'Iowa Interstate Railroad:
- Frederic W. Yocum Jr.
- Doug Christy
- Jon R. Roy
- Dennis H. Miller
- Jerome Lipka